# Q.I
Q.I è il titolo del secondo singolo del album Avant que l'ombre... della cantautrice francese Mylène Farmer, pubblicato il 4 luglio 2005.
Dopo Fuck them all, Mylène Farmer sceglie come secondo singolo del suo sesto album la piccante Q.i., una traccia pop piacevole con un testo pieno di doppi sensi e di riferimenti artistici (come ad Auguste Rodin). Il video che accompagnerà l'uscita del singolo sarà diretto da Benoît Lestang (deceduto nel 2008) che aveva già ripreso Mylène nello storico video di Sans contrefaçon nel 1987. Nel video Mylène balla ed ha un rapporto sessuale un alquanto "anomalo" con un ballerino che oltre al fisico ha la dote di sedurla con la cultura.
Il singolo arriverà alla settima posizione e venderà 90 000 copie, non ricevendo alcuna certificazione.
La versione live si può ascoltare sull'Avant que l'ombre... À Bercy del 2006.

## Versioni ufficiali
1. Q.I (Single Version) (3:55)
2. Q.I (Album Version) (5:20)
3. Q.I (Instrumental) (5:20)
4. Q.I (Sanctuary's Radio Edit) (4:10)
5. Q.I (Sanctuary's Edit Club Mix) (8:27)
6. Q.I (Sanctuary's Club Remix) (10:55)
7. Q.I (CQFD Remix Club) (5:00)
8. Q.I (Rodin's Extended Club Mix) (4:58)
9. Q.I (Version Live 06) (6:58)